# Aanval op winkelcentrum Krementsjoek
De raketaanval op een winkelcentrum van Amstor in de Oekraïense stad Krementsjoek door Russische strijdkrachten vond plaats in de middag van 27 juni 2022, als onderdeel van de op 24 februari begonnen Russische invasie in Oekraïne. Het was tijdens de oorlog een van de aanvallen waarbij veel burgerslachtoffers vielen.

## Gebeurtenissen
De aanval gebeurde omstreeks 16:00 Oost-Europese zomertijd, toen de raket insloeg in het centrum, waarna een grote brand uitbrak. Er vielen volgens de meeste berichten zeker 20 doden en ca. 60 gewonden, hetgeen volgens de burgemeester van Kremensjoek te wijten was aan het management dat waarschuwingen over een mogelijke aanval negeerde. Volgens verklaringen van het Oekraïense leger was de aanval gedaan met een Russische Kh-22-raket, die was afgevuurd met een Toepolev Tu-22M. Volgens minister van Binnenlandse Zaken Denys Monastyrsky was de inslag in het uiteinde van het centrum. Het vuur verspreidde zich over een oppervlakte van zo'n 10.000 m².
De Oekraïense president Volodymyr Zelensky zei dat er op het moment van de aanval zo'n 1.000 mensen in het winkelcentrum aanwezig waren.
Krementsjoek was sinds het begin van de invasie al enkele keren eerder doelwit van Russische aanvallen geweest, maar daarbij vielen niet eerder zoveel slachtoffers.

## Reacties
De leiders van de G7-landen veroordeelden de aanval als een oorlogsmisdaad. President Zelensky noemde het een bewijs van Russisch "staatsterrorisme" en zei dat het Russische leger bewust burgers als doelwit uitkoos.
Volgens het Britse ministerie van Defensie was het mogelijk niet Ruslands bedoeling geweest om het winkelcentrum te treffen, maar was de aanval eigenlijk gericht op het vernietigen van nabijgelegen infrastructuur. De aanval op het treinstation van Kramatorsk van 9 april zou een soortgelijke Russische vergissing zijn geweest.

### Verklaring door Rusland
Van Russische zijde werd ontkend dat het Amstor-winkelcentrum zelf was aangevallen. Het winkelcentrum zou volgens een verklaring van minister van Buitenlandse Zaken Sergej Lavrov zijn verwoest doordat een wapenopslagplaats op enkele honderden meters afstand explodeerde na door een precisieraket te zijn geraakt. Ook zou volgens Lavrov het winkelcentrum verlaten zijn geweest op het moment dat het werd verwoest.